# Charles Letourneau
Pour les articles homonymes, voir Létourneau.
Charles Jean-Marie Letourneau, dit Charles Letourneau, né le 23 septembre 1831 à Auray (Morbihan) et mort le 21 février 1902 à Paris , est un médecin, anthropologue, libre-penseur et membre de la Commune de Paris.
Il ne doit pas être confondu avec Alphonse-Charles Létourneau, lieutenant du 84e bataillon de la Garde nationale durant la Commune de Paris et déporté de Nouméa (Nouvelle-Calédonie).

## Biographie
Charles Letourneau est le fils de Michel Jean Letourneau, magistrat à Lorient, et d'Algaure Marie Jacquette Cosson de Kervodies. Envoyé dans sa jeunesse pour suivre des cours de collège à Vannes, il fait ses études en médecine puis les abandonne en 1860 et entre en 1865 à la Société d'anthropologie de Paris. Avant la guerre, il côtoie les principaux représentants de la Libre-pensée française, matérialistes et athées, comme Albert Regnard, Louis Asseline, au sein du journal La Pensée Nouvelle (précédemment La Libre Pensée). 
En 1870, quand la guerre contre la Prusse éclate, Letourneau est réquisitionné pendant le siège de Paris et devient médecin-major dans un régiment. En 1871, il rejoint la Commune de Paris en exerçant comme médecin auprès des Communards, ce qui lui vaut une étroite surveillance policière. Après la répression, il prend le chemin de l'exil pour Florence, avec sa famille, où il se forme à l'anthropologie évolutionniste. Il rentre en France en 1878 tout en gardant contact avec de nombreux socialistes révolutionnaires comme Piotr Lavrov (ou Pierre Lavroff).
En 1875, il fait la connaissance de la fille d'Alexandre Herzen, Élisabeth. Elle a dix-sept ans et tombe amoureuse de Letourneau qui en a 44. La mère s'oppose à cette liaison et Élisabeth se suicide. Fiodor Dostoïevski raconte ce drame dans Journal d'un écrivain sous le titre Deux suicides.
En janvier 1886, il inaugure un cours sur l'histoire des civilisations à l'École d'anthropologie de Paris et annonce que "dans son cours, il groupera les études des anthropologistes sur les ossements, les instruments et les habitations des hommes primitifs et les récits des voyageurs sur les sauvages modernes, et qu'il utilisera ces matériaux pour dresser l'histoire de l'évolution de l'homme primitif et pour montrer comment l'homme, émergeant de l'animalité, a formé progressivement ses idées, ses sentiments, ses mœurs et ses civilisations". Il eut parmi ses élèves Madeleine Pelletier, à qui il apporta soutien et conseils. Socialiste et antimilitariste, il fut marqué non seulement par la lecture d'Herbert Spencer et de Charles Darwin, mais aussi par celle de Charles Fourier et de Karl Marx. Le militarisme avait selon lui "Le vol pour but, le meurtre pour moyen".

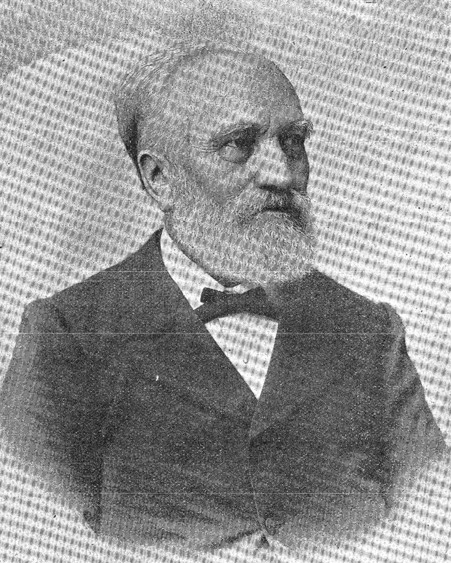
Charles Letourneau vers 1900.

D'abord président de la Société d'anthropologie de Paris, il en devient en 1886 le secrétaire général et le reste jusqu'à sa mort. Il succède ainsi à Paul Broca qui avait occupé le poste jusqu'en 1880. Il est le traducteur en langue française de Ernst Haeckel ainsi que d'un ouvrage de Ludwig Büchner.
Il meurt en 1902 d'une crise cardiaque à l'âge de 71 ans et laisse à la Société d'anthropologie une somme de 5000 francs et la moitié de sa bibliothèque, l'autre moitié allant à l'École d'anthropologie.

## Œuvres
- 1868 : Physiologie des passions, Éd. Germer Baillière, coll. «Bibliothèque de philosophie contemporaine»
- 1877 : La biologie
- 1878 : Physiologie des passions, 2e édition, revue et augmentée
- 1879 : Science et matérialisme[10]
- 1880 : La sociologie d'après l'ethnographie
- 1882 : Questions de sociologie et d'ethnographie
- 1887 : L'Évolution de la morale, leçons professées pendant l'hiver de 1885-1886
- 1888 : L'évolution du mariage et de la famille
- 1894 : L'évolution littéraire dans les diverses races humaines
- 1895 : La guerre dans les diverses races humaines
- 1897 : L'évolution de l'esclavage dans les diverses races humaines
- 1898 : L'évolution de l'éducation dans les diverses races humaines
- 1898 : L'évolution religieuse dans les diverses races humaines
- 1901 : La psychologie ethnique (réédition du chapitre "La mentalité sémitique", Les éditions du Lore).
- 1903 : La condition de la femme dans les diverses races et civilisations